# Stanley Theater (Utica)

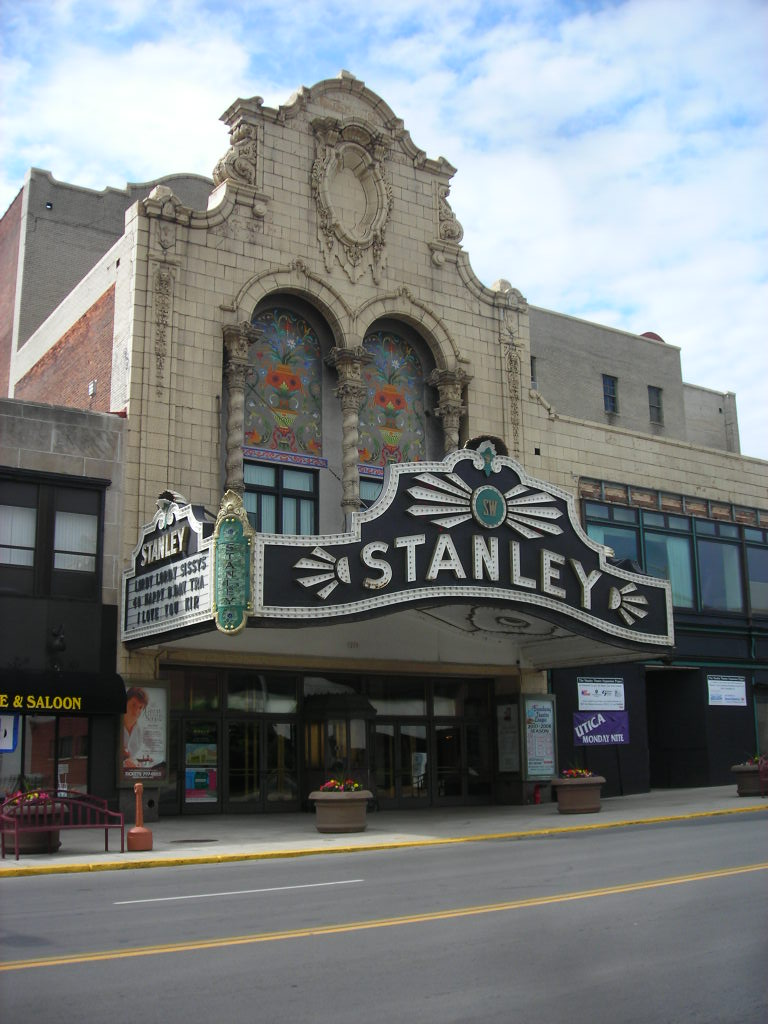
Stanley Theater, Frontansicht, 2007

Das Stanley Theater ist ein Theatergebäude in Utica im Bundesstaat New York. Es hat eine Kapazität von annähernd 3000 Sitzplätzen, davon 264 in der Loge und 1028 im Balkon.

## Gebäude
Das Gebäude liegt an der Genesee Street im Zentrum der Stadt Utica. Die Eingangshalle im Innern ist eine eklektische Kombination aus Stilelementen der Klassik, der Renaissance und des Barock. Der Baustil wurde wegen seiner Mischung von Formelementen auch als mexikanischer Barock beschrieben.

## Geschichte
Das Haus wurde am 10. September 1928 mit einer Stummfilmvorführung als Filmtheater eröffnet. Der Architekt Thomas W. Lamb errichtete das Stanley Theater in Utica für eine von den Geschwistern Jules E. und Stanley V. Mastbaum gegründete Theater- und Kinokette, die ab 1927 als Stanley Corporation of America ebenso den Namen des bereits 1918 verstorbenen Bruders trug wie das Kino selbst. Das Gebäude wurde bereits am 15. Oktober 1928 mit mehr als 250 weiteren Kinos der Kette an Warner Bros. verkauft, die mit Tonfilmen erfolgreich waren.
The Central New York Community Arts Council kaufte das Gebäude 1974 und ließ es renovieren. Es wurde am 13. August 1976 in das National Register of Historic Places aufgenommen. 2006 wurde das Haus für 20 Millionen US-Dollar umgebaut. Zu dieser Zeit erhielt es den größten frei hängenden Kronleuchter der Welt; er ist mit Leuchtdioden bestückt.